# Tyberton
Tyberton – wieś i civil parish w Anglii, w hrabstwie Herefordshire. W 2011 civil parish liczyła 178 mieszkańców. Tyberton jest wspomniana w Domesday Book (1086) jako Tibrintintune.